# Javi López
Javier López Rodriguez (* 21. Januar 1986 in Osuna) ist ein ehemaliger spanischer Fußballspieler, der von 2009 bis 2020 für Espanyol Barcelona in der La Liga unter Vertrag stand. Am Ende der Saison 2024/25 beendete er seine Karriere nach fünf Spielzeiten bei Adelaide United in der A-League Men.

## Karriere
López begann seine Karriere bei Betis Sevilla. 2006 wechselte er zu Espanyol Barcelona, wo er zunächst in der zweiten Mannschaft spielte. Sein Erstligadebüt gab er am 1. Spieltag 2010/11 gegen den FC Getafe. Im Januar 2014 fungierte er kurzzeitig als Kapitän und ab Sommer 2015 war er fester Kapitän bis 2020 sein Vertrag auslief. Nach drei Monaten ohne Verein wechselte er zu Adelaide United.